# Thomas Hudson

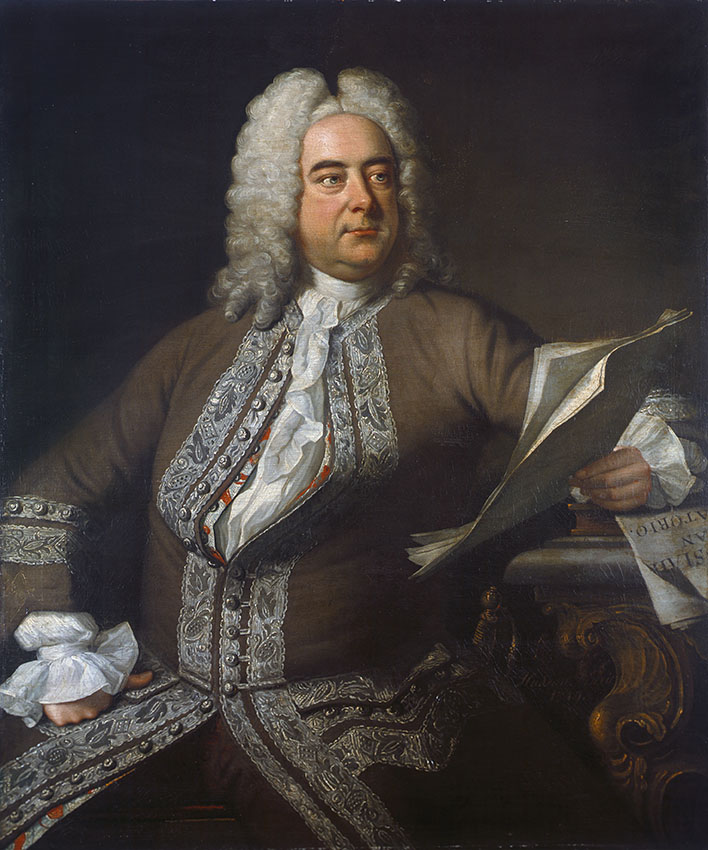
Georg Friedrich Händel av Hudson, 1741.

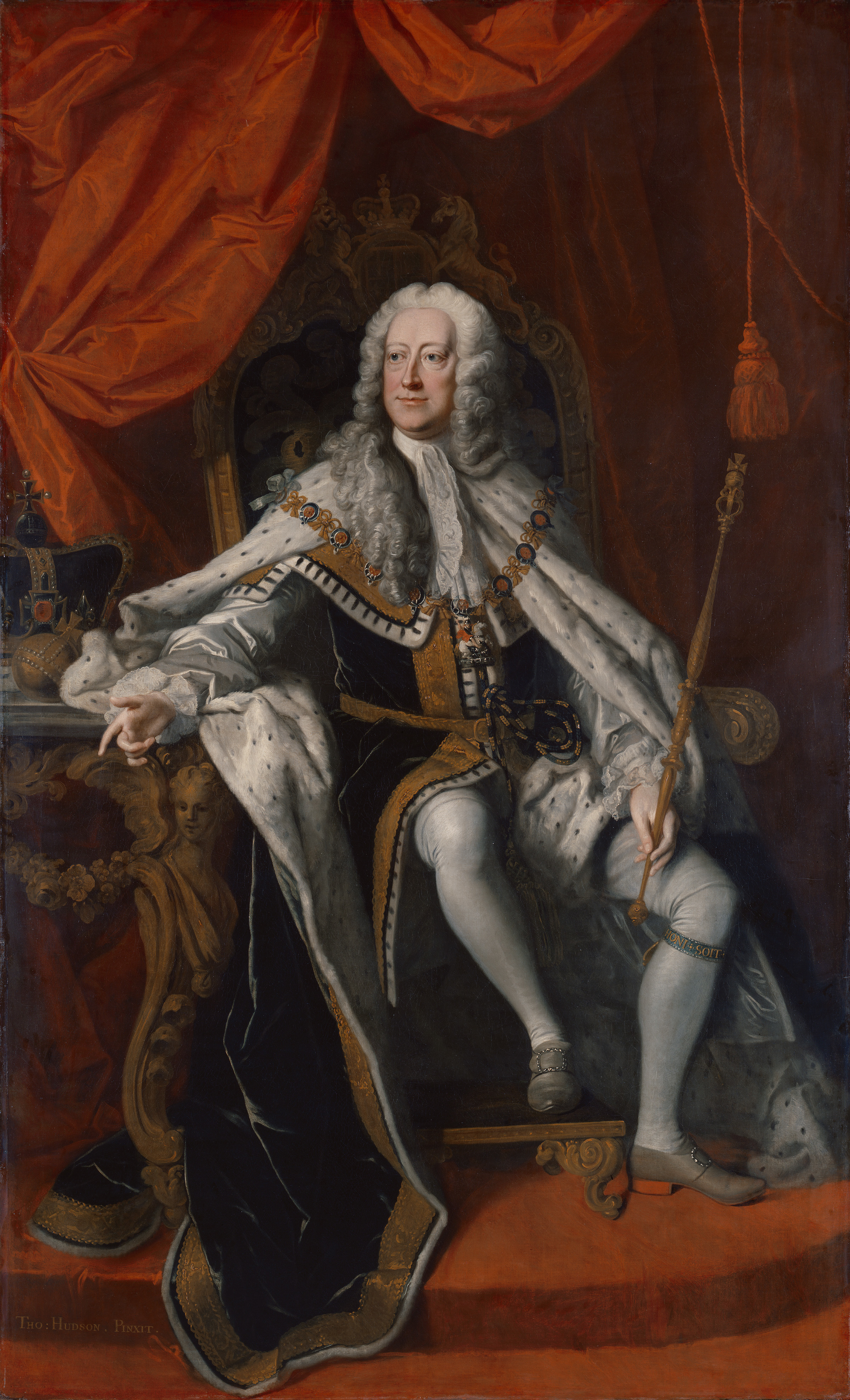
Kung Georg II av Hudson, 1744.

Thomas Hudson, född 1701 i Bideford, död 1779 i Twickenham, var en engelsk porträttmålare.

## Biografi
Hudson växte upp i Devon. Han undervisades i måleri av Jonathan Richardson i London. Mot sin vilja gifte han sig med Richardsons dotter under första halvan av 1720-talet.
Hudson hade sin storhetstid mellan 1740 och 1760. Mellan 1745 och 1755 var han Londons mest framgångsrika porträttmålare.
Bland Hudsons elever fanns Joshua Reynolds, Joseph Wright och Peter Toms.
År 1753 köpte Hudson ett hus på Cross Deep i Twickenham, London. Han drog sig tillbaka i slutet av 1750-talet. Hudson var ägare till en stor privat konstsamling, som såldes i tre partier efter hans död 1779.
Många av Hudsons verk kan idag beskådas på museer runtom i Storbritannien, såsom National Portrait Gallery, National Maritime Museum, Tate, Barnstaple Guildhall, Foundling Museum och Bristol City Museum & Art Gallery.